# Ministeri d'Educació d'Israel
El Ministeri d'Educació d'Israel (en hebreu: משרד החינוך, transliteració: Misrad HaChinuch) és la branca del govern encarregada de la supervisió de les institucions d'educació pública a Israel. El cap polític del departament és el Ministre d'Educació; actualment el càrrec és ocupat per Naftali Bennett. El ministeri ha estat prèviament conegut com a Ministeri d'Educació i Cultura (1949-1977, 1984-1990, 1992-1993) i Ministeri d'Educació, Cultura i Esport (1977-1984, 1990-1992, 1993-1999, 2003- 2006). El Ministre d'Educació d'Israel és el cap polític del ministeri, i un membre del gabinet.

## Llista de ministres
|    | Ministre           | Partit                   | Inici                  | Final                  |
| -- | ------------------ | ------------------------ | ---------------------- | ---------------------- |
| 1  | Zalman Xazar       | Mapai                    | 10 de març de 1949     | 1 de novembre de 1950  |
| 2  | David Remez        | Mapai                    | 1 de novembre de 1950  | 19 de maig de 1951     |
| 3  | David Ben-Gurion   | Mapai                    | 19 de maig de 1951     | 8 d'octubre de 1951    |
| 4  | Ben-Zion Dinur     | Mapai                    | 8 d'octubre de 1951    | 3 de novembre de 1955  |
| 5  | Zalman Aran        | Mapai                    | 3 de novembre de 1955  | 10 de maig de 1960     |
| 6  | Abba Eban          | Mapai                    | 3 d'agost de 1960      | 26 de juny de 1963     |
| –  | Zalman Aran        | Mapai, Alineament        | 26 de juny de 1963     | 15 de desembre de 1969 |
| 7  | Yigal Allon        | Alineament               | 15 de desembre de 1969 | 3 de juny de 1974      |
| 8  | Aharon Yadlin      | Alineament               | 3 de juny de 1974      | 20 de juny de 1977     |
| 9  | Zevulun Hammer     | Partit Nacional Religiós | 20 de juny de 1977     | 13 de setembre de 1984 |
| 10 | Yitshaq Navon      | Alineament               | 13 de setembre de 1984 | 15 de març de 1990     |
| –  | Zevulun Hammer     | Partit Nacional Religiós | 11 de juny de 1990     | 13 de juliol de 1992   |
| 11 | Shulamit Aloni     | Meretz                   | 13 de juliol de 1992   | 11 de maig de 1993     |
| 12 | Yitshaq Rabbín     | Laborista                | 11 de maig de 1993     | 7 de juny de 1993      |
| 13 | Amnon Rubinstein   | Meretz                   | 3 de maig de 1994      | 18 de juny de 1996     |
| –  | Zevulun Hammer     | Partit Nacional Religiós | 18 de juny de 1996     | 20 de gener de 1998    |
| 14 | Yitzhak Levy       | Partit Nacional Religiós | 25 de febrer de 1998   | 6 de juliol de 1999    |
| 15 | Yossi Sarid        | Meretz                   | 6 de juliol de 1999    | 24 de juny de 2000     |
| 16 | Ehud Barak         | Un Israel                | 24 de setembre de 2000 | 7 de març de 2001      |
| 17 | Limor Livnat       | Likkud                   | 7 de març de 2001      | 14 de gener de 2006    |
| 18 | Meir Sheetrit      | Kadima                   | 18 de gener de 2006    | 4 de maig de 2006      |
| 19 | Yuli Tamir         | Laborista                | 4 de maig de 2006      | 31 de març de 2009     |
| 20 | Gideon Sa'ar       | Likkud                   | 31 de març de 2009     | 18 de març de 2013     |
| 21 | Shai Piron         | Yeix Atid                | 18 de març de 2013     | 4 de desembre de 2014  |
| 22 | Binyamín Netanyahu | Likkud                   | 4 de desembre de 2014  | 14 de maig de 2015     |
| 23 | Naftali Bennett    | La Llar Jueva            | 14 de maig de 2015     | En el càrrec           |

## Premi Nacional d'Educació
Des de 2002, el Ministeri d'Educació atorga un Premi Nacional d'Educació a cinc localitats en el reconeixement de l'excel·lència en la inversió de recursos substancials en el sistema educatiu. El 2012, el primer lloc va ser atorgat al Consell Regional de Shomron i seguit de Or Yehudà, Tiberíades, Eilat i Beerxeba. El premi ha estat atorgat a una varietat d'institucions educatives que inclouen llars d'infants i escoles primàries.